# Saïd Makasi
Saïdi Abédi Makasi (Bukavu, 20 agosto 1982) è un ex calciatore ruandese, di ruolo attaccante.

## Caratteristiche tecniche
Era una punta centrale.

## Carriera

### Club
Ha cominciato a giocare all'Express. Nel 2001, dopo aver militato al Reinassance, è passato al Kampala City. Nel 2002 è stato acquistato dal Villa. Nel 2003 si è trasferito al Brussels. Nel 2004 è passato in prestito al Malines. Rientrato al Brussels, nel 2005 è stato acquistato dal Sakaryaspor. Nel 2006 si è trasferito all'Hapoel Petah Tiqwa. Nel 2007 è passato al Maccabi Herzliya. Nel gennaio 2008 si è trasferito all'Hapoel Be'er Sheva. Nell'estate 2008 è stato acquistato dal Difaâ El Jadida. Nel 2010 è passato al Wydad Fès. Nel 2011 si è trasferito al Rayon Sports. Nel 2012 è stato acquistato dall'Espoir. Nel 2015 è passato al Muungano. Nel 2017 è tornato al Rayon Sports.

### Nazionale
Ha debuttato in Nazionale il 12 ottobre 2003, in Ruanda-Namibia (3-0). Ha segnato la sua prima rete con la maglia della Nazionale il 1º febbraio 2004, in Ruanda-Repubblica Democratica del Congo (1-0), in cui ha siglato al minuto 74 la rete del definitivo 1-0. Ha siglato la sua prima doppietta con la maglia della Nazionale il 19 giugno 2004, in Ruanda-Gabon (3-0), in cui ha segnato il momentaneo 1-0 al minuto 4 e il definitivo 3-1 al minuto 64. Ha collezionato in totale, con la maglia della Nazionale, 25 presenze e 8 reti.

## Palmarès

### Club

#### Competizioni nazionali
- Uganda Super League: 1

Villa: 2002
- Coppa d'Uganda: 1

Villa: 2002